# 伍健
伍健（Ken Ng，1951年3月1日—），生於香港，香港足球界知名人士，香港超級聯賽球隊傑志總領隊，為著名電腦軟件公司「EDPS」的股東和董事，曾任國際球證以及甲組勁旅快譯通總監，為「職業足球員培育計劃」總監，目前亦擔任中国香港足球总会董事局特別顧問一職。

## 生平
伍健生於香港，中學時母親不讓他踢足球, 直到去加拿大讀書才開始學，由於中學沒有接受過正式訓練只好擔任守門員位置，後來也身兼球證一級一級考上去，到回港後於職業賽事當球證，於1981年底開始在香港執法並曾獲提名為國際球證。1990年11月，伍健以個人名義入信香港足球總會彈劾其內政，遭足總判罰暫停執法三個月及取消國際球證提名，兩個裁判會認為判罰過重，向高等法院申請禁制令，最後雙方同意庭外和解。伍健於1992年退役結束球證生涯。伍健為著名電腦軟件公司「EDPS」的股東和董事，其公司曾涉及2006年監警會資料外洩事件。1994年夏天，傑志原班主吳志強帶領大部分球員轉投另一支香港甲組足球聯賽球隊駒騰，傑志找伍健協助帶領球隊，遂開始參與香港甲組足球聯賽球隊管理工作。
雖然傑志最終護級失敗降班，伍健的領導才能卻獲得商業球隊快譯通班主譚偉棠賞識，邀請他擔任球隊總監。2000年，伍健擔任香港足球總會副主席，因自覺角色衝突，遂辭去快譯通總監職務，2001年快譯通宣佈退出。2003年，伍健應邀擔任再次重返香港甲組足球聯賽的傑志總領隊一職至今。伍健並曾擔任香港足球總會董事多年，2009年放棄競選連任，但仍擔任顧問，伍健曾與羅傑承、陳文俊和陳天佑四人組成港職聯籌備小組。
2021年6月25日，香港足球總會董事局舉行換屆選舉，由伍健牽頭的五人名單全數下馬。

## 家庭生活
伍健的長女伍怡欣（Jessica Ng）早於15歲時已在快譯通協助球隊雜務，其後在傑志及香港巴塞足球學校擔任公關，被人暱稱「521」或「靚女公關」。在英屬哥倫比亞大學畢業後在傑志及其足球學校擔任項目及公關經理，由於外表出眾因而成為傳媒及球迷的焦點。
伍健另有一兒子， 中學時就讀香港華仁書院，伍曾擔任該校家長教師會委員。

## 外部連結
- 傑志足球隊官方網頁 （页面存档备份，存于）